# Krzywka syntetyczna
Krzywka syntetyczna jest to krzywka, której zarys określa się w taki sposób, że zakłada się przebieg przyspieszenia popychacza, który jest funkcją ciągłą mającą odpowiednią wartość a następnie oblicza się prędkość oraz wnios zaworu. Zaletą tych krzywek jest to, że jest ciągłość przyśpieszenia nadawanemu popychaczowi oraz stosunkowo mała prędkość osiadania zaworu na gniazdo. Natomiast jej wadą jest to, iż projektowanie tych krzywek jest trudne i pracochłonne. Ta krzywka znalazła zastosowanie m.in. w silnikach.